# Polionemobius tarbinskyi
Polionemobius tarbinskyi är en insektsart som beskrevs av Andrej Vasiljevitj Gorochov 1986. Polionemobius tarbinskyi ingår i släktet Polionemobius och familjen syrsor. Inga underarter finns listade i Catalogue of Life.